# Mordella trilineata
Mordella trilineata es una especie de coleóptero de la familia Mordellidae.

## Distribución geográfica
Habita en Banguey.